# Marianne Ahrne

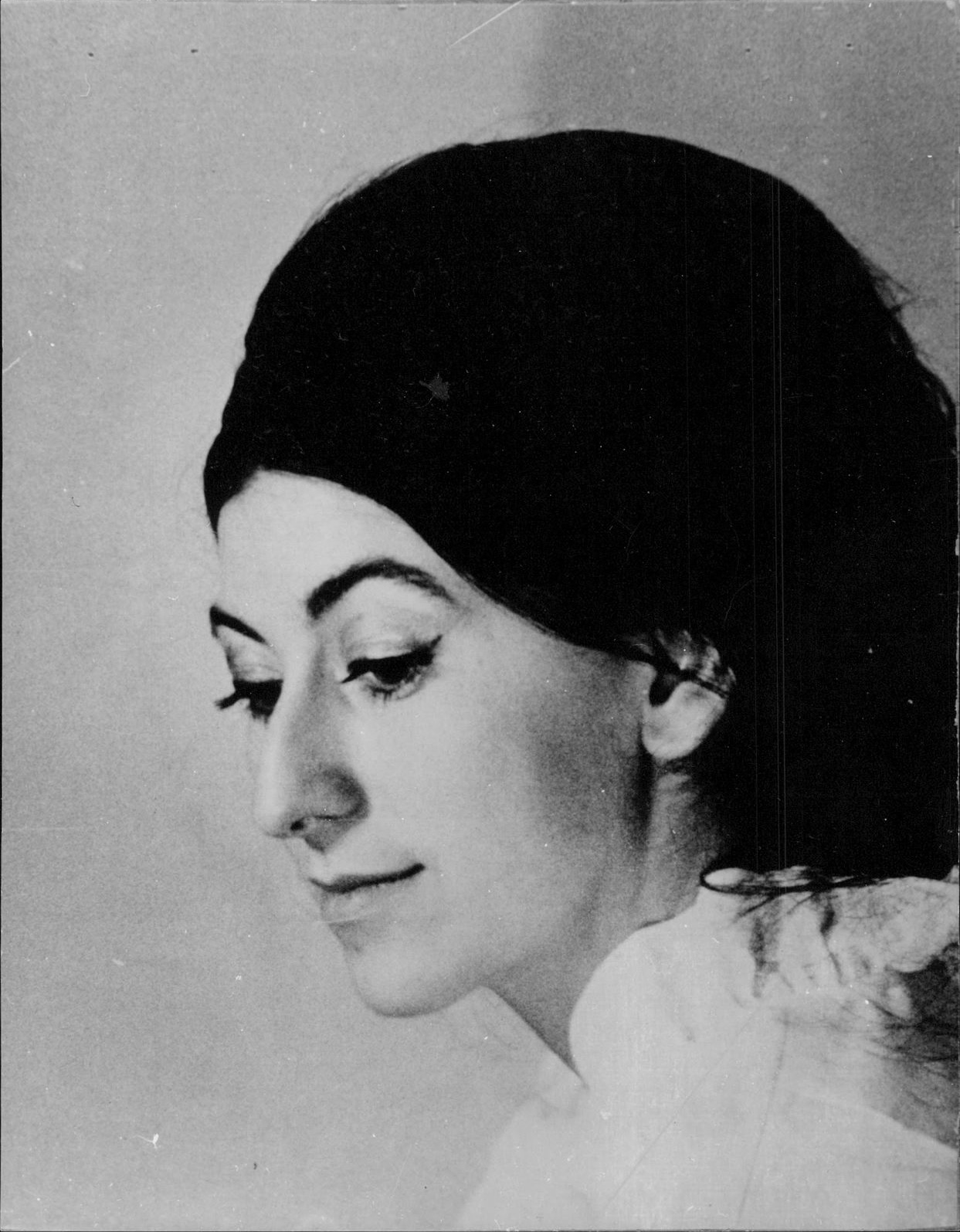
Marianne Ahrne, ca. 1967

Marianne Ahrne (* 25. Mai 1940 in Lund) ist eine schwedische Regisseurin, Drehbuchautorin und Schriftstellerin.

## Leben
Ahrne wuchs in Falköping auf und studierte Literatur und Drama in den USA. Sie setzte ihre Studien an der Universität Lund fort und absolvierte diese als Magister der Philosophie. Bereits am Studententheater arbeitete sie sowohl als Schauspielerin als auch Regisseurin, spielte ein halbes Jahr professionelles Theater in Avignon und lehrte von 1966 bis 1967 Französisch an der Universität Umeå. Von 1967 bis 1969 besuchte sie Regiekurse am Schwedischen Filminstitut und arbeitet seitdem professionell als Regisseurin, Drehbuchautor, Schriftstellerin und Filmeditorin. Sie wirkte an über vierzig Filmen mit, darunter Dokumentarfilme, Fernsehserien und Spielfilme. Ahrne schrieb alle ihre Filme selbst und adaptierte Flickan vid stenbänken, die meisten in Zusammenarbeit mit Bertrand Hurault, einem Schauspieler und Regisseur aus Avignon. Sie schnitt bisher fast alle Filme selbst.
Ahrne übte von 2004 bis 2006 eine beratende Tätigkeit im Bereich Spielfilm am Schwedischen Filminstitut aus.
1980 debütierte sie als Schriftstellerin mit Äppelblom och ruiner, einem Roman über die Freundschaft zwischen einem schizophrenen Mann und einem Autor.
Ahrne schildert in ihren Werken oft Kontaktprobleme zwischen Männern und Frauen, wie in dem Spielfilm Långt borta och nära von 1976, dem Dokumentarfilm Gott om pojkar, ont om män? von 1995 und dem Roman Katarina Horowitz drömmar von 1990. Die Fernsehserie Maskrosbarn (deutsch Pusteblumenkind) trägt wie der Roman Fader okänd (deutsch Vater unbekannt) autobiografische Züge. Das Buch erzählt über die Beziehung zwischen einem jungen schwedischen Kleinstadtmädchen und ihrem seit langem abwesenden tschechischen Vater.
Heute lebt Ahrne in Stockholm.

## Werke (Auswahl)

### Filme
- Fem dagar i Falköping, 1975
- Långt borta och nära, 1976
- På liv och död, 1986
- Gott om pojkar, ont om män?, 1995
- Flickor, kvinnor och en och annan drake, 1997

### Fernsehserien
- Den tredje lyckan, 1982
- Maskrosbarn, 1989
- Flickan vid stenbänken, 1989

### Bücher
- Äppelblom och ruiner, 1980
- Den tredje lyckan, 1983
- Katarina Horowitz drömmar, 1990
- Äventyr, vingslag, 1992
- Och tänk den fagra prinsessan, 1994
- Fader okänd, 1998
- Lejon, kackerlackor och en mycket värdefull hund, 1999
- Falköpings fångna leoparder, 2001
- Jag har hört kamelerna sjunga och andra berättelser, 2004

## Preise und Auszeichnungen
- Esseltes Literaturpreis für Äppelblom och ruiner 1980
- Guldbagge für Långt borta och nära 1977